# Almazbek Baatyrbekov
Almazbek Baatyrbekovich Baatyrbekov (kirghize : Алмазбек Баатырбекович Баатырбеков), né le 16 octobre 1970 à At-Bachy en RSS kirghize, est un homme politique kirghiz.

## Biographie
En 1994, Baatyrbekov gradue en comptabilité et commerce de l'université d'État du Kirghizistan. En 2003, il reçoit son barreau à l'université nationale kirghize. Entre ses deux diplômes, il travaille dans le secteur de l'imposition dans les provinces de Naryn et dans la capitale nationale, Bichkek. Il continue dans cette voie après 2003 et gravit les échelons jusqu'à dirigé la perception d'impôt fédérale de 2008 à 2010. En 2010, il est élu lors du scrutin législatif sous la bannière de Respoublika. Il est réélu en 2015, cette fois avec le parti du Kirghizistan. Il prend la tête de l'aile parlementaire du parti l'année suivante,.
À la chute du gouvernement de Muhammetkaly Abulgazev, il est nommé premier vice-Premier ministre en remplacement de Koubatbek Boronov, promu au poste de premier ministre. Le pays est lors en prise avec la pandémie de Covid-19. Il est lui-même infecté par la maladie moins d'un mois après sa nomination.
Le 6 octobre 2020, à la suite des élections législatives, des manifestations éclatent lorsque les partis d'oppositions refusent de reconnaitre les résultats. Sadyr Japarov, figure de l'opposition, est élu Premier ministre par intérim par le Parlement à la suite de la démission du gouvernement Boronov. Le 9 octobre, Baatyrbekov est nommé en parallèle Premier ministre par intérim par le président Jeenbekov. Japarov forme son propre gouvernement le 10 octobre à la suite d'un nouveau vote du Parlement. La composition du gouvernement quasiment inchangée par rapport au précédent gouvernement, et Baatyrbekov est maintenu à son poste. Après une première opposition du président Jeenbekov, le gouvernement Japarov est de nouveau approuvé par le Parlement le 14 octobre et le président signe son décret de nomination dans la foulée. Baatyrbekov n'en fait pas partie.
Candidat aux élections de 2021 dans la circonscription de Naryn, il est cependant battu par l'homme d'affaires Ulan Bakasov.